# Walter von Pagliara
Walter von Pagliara (in der älteren Literatur auch Walter von Palearia genannt, † wohl 1230) war Bischof von Troia und von Catania sowie Kanzler des Königreichs Sizilien. Er spielte eine herausragende Rolle während der Jugend des sizilianischen Königs und römisch-deutschen Kaisers Friedrich II.
Er stammte aus einer hochadeligen Familie, die in den Abruzzen ansässig war. Sein Bruder war der Graf Gentilis von Manoppello und sein Schwager war der Graf Peter von Celano.

## Leben

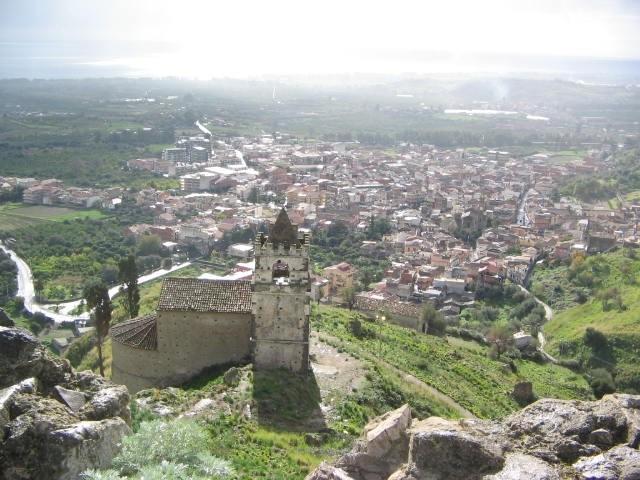
Königin Konstanze von Aragón, 1. Ehefrau vom Stauferkaiser Friedrich II. schenkte Walter von Pagliara († 1230) für seine Dienste während ihrer Regentschaft im März 1213 die Burg Calatabiano.

Pagliara war als Bischof von Troia ein bekennender Feind der normannischen Herrscherdynastie von Sizilien und unterstützte deshalb Kaiser Heinrich VI. bei dessen ersten Sizilienfeldzug 1191. Der Kaiser betrachtete sich durch seine Ehe mit Konstanze von Sizilien nach dem Tod des Königs Wilhelm II. im Jahr 1189 als Erbe des Normannenreiches. Als sich der Kaiser aber nach einer Erkrankung wieder in seine deutsche Heimat zurückzog, folgte ihm Pagliara dorthin. 1192 ist er im Gefolge des Kaisers im Februar in der Pfalz Hagenau und während des Weihnachtsfestes in Eger nachweisbar. Als König Tankred 1194 starb, unternahm der Kaiser einen zweiten Feldzug, auf dem ihm endlich die Eroberung von Sizilien gelang. Pagliara wurde für seine Treue belohnt und zum Kanzler des Königreichs ernannt. Er war vermutlich ein Gegner der Ernennung Hugos, des Dekans von Troia, zum Erzbischof von Siponto.
Der Kaiser starb 1197, worauf ihm als König von Sizilien der dreijährige Friedrich (II.) folgte, für den seine Mutter Konstanze die Regierung übernahm. Offenbar hatte Pagliara sein politisches Amt zur persönlichen Bereicherung missbraucht, weshalb Königin Konstanze ihn 1198 seines Amtes enthob und in einen Kerker werfen ließ. Dank des Einwirkens Papst Innozenz’ III. kam Pagliara noch im selben Jahr kurz vor dem Tod der Königin wieder frei.
Kurz vor ihrem Tod im November 1198 hatte sie Pagliara wieder zum Kanzler ernannt und ihn testamentarisch neben einigen anderen Kirchenoberen des Reiches in den Kreis der Familiaren für ihren Sohn bestimmt, denen die Regierungsaufgaben zufallen sollten. Zum Vormund und Beschützer Friedrichs bestimmte sie den Papst. Doch trotz dieser Regelungen brach nach ihrem Tod eine Zeit der Anarchie aus, in der die ins Land gezogenen deutschen Gefolgsmänner Heinrichs VI. mit dem einheimischen normannischen Adel um die Macht rangen. Pagliara nutzte die Zeit, um sich im März 1200 vom Domkapitel Palermos zum Erzbischof wählen zu lassen. Obwohl er sich die Wahl von dem zur gleichen Zeit in Messina erscheinenden apostolischen Legaten bestätigen ließ, wurde sie vom Papst abgewiesen, da ihm allein das Ernennungsrecht gebühre. Unterdessen wurde die Herrschaft der Familiaren von dem deutschen Ministerialen Markward von Annweiler bedroht, welchem es gelungen war, Palermo einzuschließen, das aber von Pagliaras Bruder verteidigt wurde. Gleichzeitig erschien in Unteritalien der französische Graf Walter III. von Brienne, der mit päpstlicher Unterstützung um das Erbe seiner Frau, einer Tochter des Königs Tankred, kämpfen wollte. Der Papst forderte die Familiaren auf, den Grafen zu unterstützen, was aber insbesondere bei Pagliara für Missfallen sorgte, den er öffentlich in Messina kundtat. Denn er betrachtete den Grafen als Erben der von ihm gehassten Normannen und als möglichen Konkurrenten um die Macht.
Zunächst aber siegte ein päpstliches Entsatzheer am 21. Juli 1200 bei Monreale und anschließend bei Taormina über Markward, womit die Belagerung Palermos beendet werden konnte. Wegen Geldmangel und der fehlenden Unterstützung der Familiaren musste der päpstliche Marschall aber wieder von Sizilien abziehen, worauf Pagliara auf den Bruch mit dem Papst hinwirkte. Er verzichtete auf seine Kirchenämter und nahm einige Vertrauensleute in den Rat der Familiaren auf. Er verbündete sich schließlich im November 1200 mit Markward von Annweiler und vollendete damit seinen Abfall vom Papst. Anschließend begab er sich auf das Festland, um dort für seine Sache gegen Walter von Brienne zu werben, doch vom Papst wurde er deswegen mit der Exkommunikation belegt. Darauf verbündete sich Pagliara mit Diepold von Schweinspeunt, verlor mit diesem aber im Oktober 1201 eine Schlacht auf dem historischen Feld von Cannae gegen Brienne. Diese Niederlage nutzte sofort Markward von Annweiler aus, um sein Bündnis mit Pagliara aufzukündigen und Palermo im Handstreich zu besetzen. Am 1. November 1201 nahm er auch das Castello a Mare ein, womit der Kindkönig Friedrich II. in seine Hände fiel. Markward wurde somit der Alleinherrscher auf Sizilien, aber schon im September 1202 starb er nach einer Krankheit. Die Hand auf Friedrich II. legte nun ein weiterer deutscher Kriegsherr, Wilhelm Capparone.
Angesichts dieser schnell wechselnden Konstellationen unterwarf sich Pagliara wieder dem Papst, von dem er im Mai 1203 die Absolution erhielt. Dennoch konnte sich Capparone durch geschicktes Taktieren mit dem Papst einstweilen auf Sizilien halten. Im Juni 1205 wurde der Graf von Brienne bei Sarno im Kampf von Diepold von Schweinspeunt getötet. Zusammen mit Diepold reiste Pagliara im November 1206 nach Palermo, um im Auftrag des Papstes die Übergabe König Friedrichs zu erwirken, wogegen Capparone keine Einwände erhob. Kaum war dies gelungen, bezichtigte Pagliara Diepold des Verrates und sperrte ihn in einen Kerker. Somit war Pagliara wieder der alleinige Hüter des Königs, was er bis zu dessen Volljährigkeit 1208 auch blieb. Seine Regierung blieb hingegen auf Palermo beschränkt, da die von diesem Streich aufgebrachten Capparone und Diepold, welcher sich aus seinem Gefängnis befreit hatte, das ganze Königreich mit Raubzügen und gesetzloser Anarchie überzogen.
Am 26. Dezember 1208 wurde König Friedrich volljährig und übernahm nun die Regierung im Königreich Sizilien. Zugleich begann damit Pagliaras Abstieg von der Macht, wenngleich er noch Mitte 1208 zum Bischof von Catania ernannt wurde. Der junge König berief nun persönliche Gegner seines Kanzlers in den Familiarenkreis und machte die von ihm zu verantwortende Vergabe von Krongut an Fremde rückgängig. Im Februar 1210 wurde Pagliara gänzlich vom Hof entfernt und aus seinen Ämtern entlassen, worüber der König mit dem Papst in Verdruss geriet. Aber als sich Friedrich im März 1212 nach Deutschland aufmachte, wurde Pagliara in den Rat der zurückbleibenden Königin Konstanze von Aragón berufen, wodurch er wieder für die nächsten Jahre Anteil an der Regierung hatte. Von der Königin erhielt er für seine Dienste im März 1213 die Burg Calatabiano geschenkt.
1220 wurde Friedrich in Rom zum Kaiser gekrönt. Nach dessen Rückkehr in Sizilien wurde Pagliara zusammen mit dem Admiral Heinrich von Malta mit dem Oberbefehl einer Kreuzfahrerflotte betraut, mit der sie 1221 den Kreuzzug von Damiette unterstützen sollten. Die Abwesenheit Pagliaras nutzte der Kaiser, um einige Revokationen an Krongut vorzunehmen, das der Kanzler zuvor unautorisiert vergeben hatte. Nach seiner Rückkehr vom Kreuzzug wurde Pagliara wegen seines Amtsmissbrauchs aus dem Königreich Sizilien verbannt, das Amt des Kanzlers wurde von Friedrich nicht wieder vergeben.
In den folgenden Jahren hielt sich Pagliara in Venedig und Rom auf. Der Papst war inzwischen mit Kaiser Friedrich in einen Konflikt geraten, bei dem auch die Kirchenpolitik des Kaisers eine entscheidende Rolle spielte. Erst nachdem der Kaiser 1229 von seinem eigenen Kreuzzug zurückgekehrt war, vergab er im Zuge eines Ausgleiches mit dem Papst seinen Feinden und gestattete ihnen die Rückkehr in das Königreich. Pagliara kehrte nicht wieder in sein Bistum in Catania zurück, konnte daraus aber wieder seine Einkünfte beziehen. Nur wenig später starb er.